# Fructus sine usu esse non potest
La locuzione latina Fructus sine usu esse non potest (letteralmente: non vi può essere frutto senza uso) indica un principio di diritto civile già noto ai giuristi romani secondo cui non vi può essere il diritto di raccogliere i frutti (fruire) senza che si abbia anche l'uso della cosa madre. All'inverso può esservi l'uso senza la possibilità di raccogliere i frutti.

## Fonti
La locuzione si trova espressa in un brano di Domizio Ulpiano tratto dal commento Ad sabinum, e inserito dai compilatori giustinianei nel Digesto, nella parte dedicata all'usufrutto:
| D.7.8.14: et fructus quidem sine usu esse non potest, usus sine fructu potest. Denique si tibi fructus deducto usu legatus sit, inutile esse legatum | Il diritto di raccogliere i frutti non vi può essere senza uso, mentre l'uso può esistere senza il diritto di fruire. E così se a te sia legato il diritto di fruire dedotto l'uso, il legato è da considerarsi nullo. |

L'espressione è riportata anche nelle Pauli sententiae: 3.6.24 Fructu legato si usus non adscribatur, magis placuit usumfructum videri adscriptum. Fructus enim sine usu esse non possunt.